# 達德利敦 (印地安納州)
達德利敦（英語：Dudleytown）是位於美國印地安納州傑克遜縣的一個非建制地區。該地的面積和人口皆未知。